# Dieter Rogalla (Politiker)

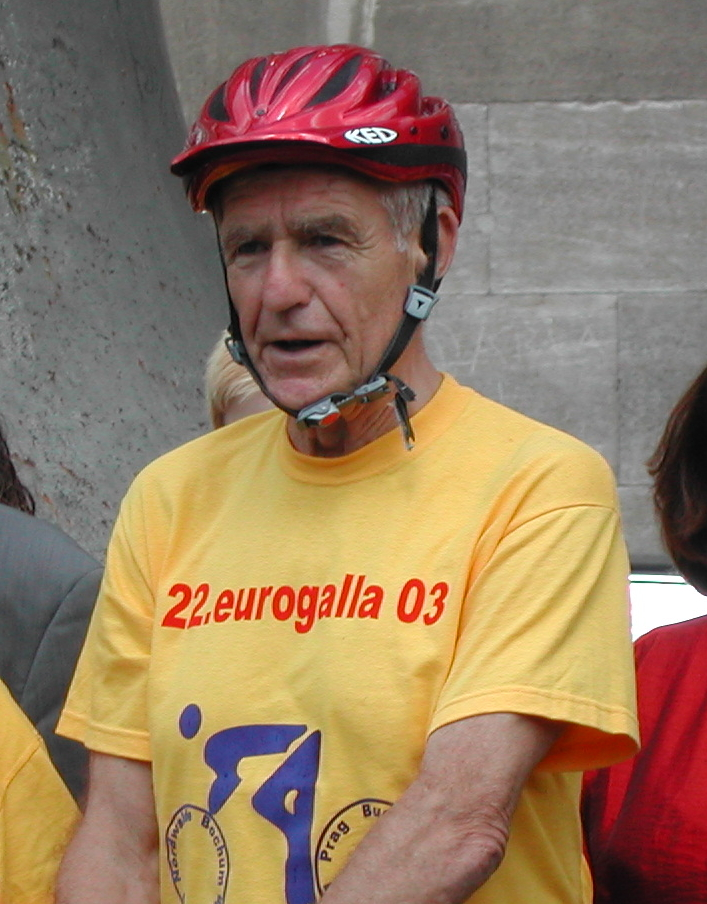
Dieter Rogalla beim Start der 22. Eurogalla in Bochum

Dieter Rogalla (* 20. August 1927 in Weißwasser/Oberlausitz; † 8. Januar 2013 in Sprockhövel) war ein deutscher Rechtsanwalt und SPD-Politiker. Er war Mitglied des Europäischen Parlaments (MdEP) von 1981 bis 1993 und danach Ehrenmitglied des Europäischen Parlaments.

## Beruflicher und politischer Werdegang
Rogalla studierte Jura in Münster und Valparaiso (Indiana), USA. Während des Studiums wurde er Mitglied der Burschenschaft Franconia Münster.
Rogalla wurde 1977 an der Universität Würzburg zum Dr. jur. promoviert. Er war zunächst Beamter in der Bundeszollverwaltung, anschließend Hilfsreferent im Bundesministerium der Finanzen, von wo aus er 1961 zur EG-Kommission in Brüssel entsandt wurde. Von 1970 bis 1981 leitete er dort das Dienstrechtsreferat der EG-Kommission.
Am 30. September 1981 kam Rogalla als sogenannter Nachrücker für die SPD in das Europäische Parlament und wurde danach bei zwei Europawahlen, 1984 und 1989, direkt gewählt. Als Mitglied im Ausschuss für Wirtschaft, Währung und Industriepolitik engagierte er sich besonders für die Verwirklichung des Binnenmarktes und den Abbau der Binnengrenzen in der Europäischen Gemeinschaft und wurde dafür 1994 mit dem Deutschen Verdienstkreuz ausgezeichnet. Im Jahr 1989 wurde er auch mit den Ehrenring der Stadt Bochum ausgezeichnet.
Daneben hatte er von 1985 bis 1991 einen Lehrauftrag für Europastudien an der Fachhochschule Münster. Rogalla war als Rechtsanwalt mit Arbeitsschwerpunkt Europarecht in seiner Wahlheimatstadt Sprockhövel tätig. Er hatte vier Kinder und sechs Enkelkinder, die in drei verschiedenen europäischen Hauptstädten (Madrid, Paris und Rom) leben.

## Besondere Verdienste
Als Politiker hat sich Rogalla besonders für einen Abbau der Grenzkontrollen innerhalb der Europäischen Gemeinschaft eingesetzt und auf dieses Thema immer wieder mit besonderen öffentlichkeitswirksamen Aktionen aufmerksam gemacht. Legendär waren seine seit über 25 Jahren jährlich veranstalteten Fahrradtouren quer durch Europa, die ihm den Namen „Eurogalla“ eintrugen. Hierzu lud er jeweils Jugendliche aus vielen Ländern und Prominente ein und verstand es, an jedem Etappenziel mit einem medienwirksamen „Zieleinlauf“ auf sich aufmerksam zu machen. Die erste Tour führte 1982 von Bochum nach Straßburg. Dabei überquerte er mehrfach die deutsch-niederländischen, deutsch-belgischen und deutsch-französischen Grenzübergänge. In seinem 80. Lebensjahr war er im Sommer 2007 zu einer 1500 km langen Tour aufgebrochen, die ihn aus dem sächsischen Plauen bis nach Rom aufs Kapitol führte, wo vor 50 Jahren die „Römischen Verträge“ unterzeichnet wurden. Gemeinsam mit elf „europabegeisterten Jugendlichen“ aus Deutschland traf „Eurogalla“, der an diesem Tag 80 Jahre alt wurde, am 20. August 2007 in der Rom ein. Die 29. und letzte „Eurogalla-Tour“ stand im Sommer 2010 im Zeichen „25 Jahre Schengener Abkommen“ und führte über britische Inseln.

## Veröffentlichungen (Auswahl)
- Beamtenmitsprache im Neuner-Europa. Eine vergleichende Untersuchung zum Personalvertretungsrecht in den Zentralbehörden der Mitgliedstaaten und der Europäischen Gemeinschaft. Nomos Verlagsgesellschaft, Baden-Baden 1978 (= Schriftenreihe Europäische Wirtschaft. Band 90), ISBN 3-7890-0318-2.
- mit Rudolf Heim: Orwell an den Grenzen? Die Europäische Gemeinschaft und die Personenkontrollen. In: Die Neue Gesellschaft Band 31, 1984, S. 316.
- Freizügigkeit für Europa-Bürger – Thema des Monats. In: Europapolitik. Heft Juni, 1985.
- Sattelfest – Europa erfahren, Tagebuch; Aus Nordrhein-Westfalen per Fahrrad durch den Kontinent, Dieter Rogalla unter Mitarbeit von Heinz Gertlowski, Kehl a. Rhein, Engel, 1987.
- Import – Export – Steuern und der Binnenmarkt, von Dieter Rogalla und Axel Schmidt. - 1988; Europapolitik Heft Mai 1988
- Richtig reisen im Europa der Zwölf, von Dieter Rogalla und Kátrin Schweren, 1992
- (zus. mit Kátrin Schweren): Der Luftverkehr in der Europäischen Union. Die Lücke im Binnenmarkt. Nomos, Baden-Baden 1994, ISBN 3-7890-3388-X.